# U-20サッカー日本女子代表の試合結果
U-20サッカー日本女子代表の試合結果（アンダートゥエンティサッカーにほんじょしだいひょうのしあいけっか）は、U-20サッカー日本女子代表が出場した試合の一覧である。

## 試合日程と結果

### 2024年
2024年では、この年代はU-20代表となる。
| 開催日  | 結果 | スコア                | 対戦チーム       | 開催国 ・都市                       | 試合名                                          | ハイライト動画                     |
| ------- | ---- | --------------------- | ---------------- | ----------------------------------- | ----------------------------------------------- | ---------------------------------- |
| 3月4日  | ○    | 10 - 0 レポート       | ベトナム         | ウズベキスタン タシュケント         | AFC U20女子 アジアカップ ・グループステージ     | AFC Asian Cup DAZN Japan           |
| 3月7日  | ○    | 2 - 0 レポート        | 中華人民共和国   | ウズベキスタン タシュケント         | AFC U20女子 アジアカップ ・グループステージ     | AFC Asian Cup DAZN Japan           |
| 3月10日 | ●    | 0 - 1 レポート        | 北朝鮮           | ウズベキスタン タシュケント         | AFC U20女子 アジアカップ ・グループステージ     | AFC Asian Cup DAZN Japan           |
| 3月13日 | ○    | 5 - 1 レポート        | オーストラリア   | ウズベキスタン タシュケント         | AFC U20女子 アジアカップ ・準決勝               | AFC Asian Cup                      |
| 3月16日 | ●    | 1 - 2 レポート        | 北朝鮮           | ウズベキスタン タシュケント         | AFC U20女子 アジアカップ ・決勝                 | AFC Asian Cup DAZN Japan           |
| 5月29日 | ○    | 2 - 1 レポート        | コロンビア       | フランス アヴィニョン               | SUD Ladies Cup ・グループステージ               |                                    |
| 6月1日  | ●    | 0 - 3 レポート        | メキシコ         | フランス アヴィニョン               | SUD Ladies Cup ・グループステージ               |                                    |
| 6月4日  | ○    | 4 - 2 レポート        | モロッコ         | フランス アヴィニョン               | SUD Ladies Cup ・3位決定戦                      |                                    |
| 9月2日  | ○    | 7 - 0 レポート        | ニュージーランド | コロンビア · ボゴタ                 | FIFA U-20女子 ワールドカップ ・グループステージ | ハイライト(FIFA) フルマッチ(FIFA+) |
| 9月5日  | ○    | 4 - 1 レポート        | ガーナ           | コロンビア · ボゴタ                 | FIFA U-20女子 ワールドカップ ・グループステージ | ハイライト(FIFA) フルマッチ(FIFA+) |
| 9月8日  | ○    | 2 - 0 レポート        | オーストリア     | コロンビア · ボゴタ                 | FIFA U-20女子 ワールドカップ ・グループステージ | ハイライト(FIFA) フルマッチ(FIFA+) |
| 9月12日 | ○    | 2 - 1 レポート        | ナイジェリア     | コロンビア · ボゴタ                 | FIFA U-20女子 ワールドカップ ・ラウンド16       | ハイライト(FIFA) フルマッチ(FIFA+) |
| 9月15日 | ○    | 1 - 0 (延長) レポート | スペイン         | コロンビア · メデジン               | FIFA U-20女子 ワールドカップ ・準々決勝         | ハイライト(FIFA) フルマッチ(FIFA+) |
| 9月18日 | ○    | 2 - 0 レポート        | オランダ         | コロンビア · サンティアゴ・デ・カリ | FIFA U-20女子 ワールドカップ ・準決勝           | ハイライト(FIFA) フルマッチ(FIFA+) |
| 9月22日 | ●    | 0 - 1 レポート        | 北朝鮮           | コロンビア · ボゴタ                 | FIFA U-20女子 ワールドカップ ・決勝             | ハイライト(FIFA) フルマッチ(FIFA+) |

出典: 試合日程・結果 (2024年), 日本サッカー協会

### 2025年
2025年では、この年代はU-19代表となる。
| 開催日  | 結果 | スコア          | 対戦チーム | 開催国 ・都市               | 試合名                            | ハイライト動画                |
| ------- | ---- | --------------- | ---------- | --------------------------- | --------------------------------- | ----------------------------- |
| 5月28日 | ○    | 4 - 0 レポート  | モロッコ   | フランス アヴィニョン       | SUD Ladies Cup ・グループステージ |                               |
| 5月31日 | ○    | 1 - 0 レポート  | チェコ     | フランス アヴィニョン       | SUD Ladies Cup ・グループステージ |                               |
| 6月3日  | ●    | 1 - 4 レポート  | フランス   | フランス アヴィニョン       | SUD Ladies Cup ・グループステージ |                               |
| 8月6日  | ○    | 5 - 0 レポート  | グアム     | マレーシア クアラルンプール | AFC U20女子 アジアカップ ・予選   | FAMTV Malaysia （フルマッチ） |
| 8月8日  | ○    | 16 - 0 レポート | マレーシア | マレーシア クアラルンプール | AFC U20女子 アジアカップ ・予選   | FAMTV Malaysia （フルマッチ） |
| 8月10日 | ○    | 11 - 0 レポート | イラン     | マレーシア クアラルンプール | AFC U20女子 アジアカップ ・予選   | FAMTV Malaysia （フルマッチ） |

出典: 試合日程・結果 (2025年), 日本サッカー協会